# Jackie Rea
John Joseph Rea, detto Jackie (Dungannon, 6 aprile 1921 – Cheadle Hulme, 20 ottobre 2013), è stato un giocatore di snooker britannico, professionista dal 1947 al 1991.